# Opomyzoidea
Opomyzoidea là một liên họ trong bộ Hai cánh.

## Hình ảnh

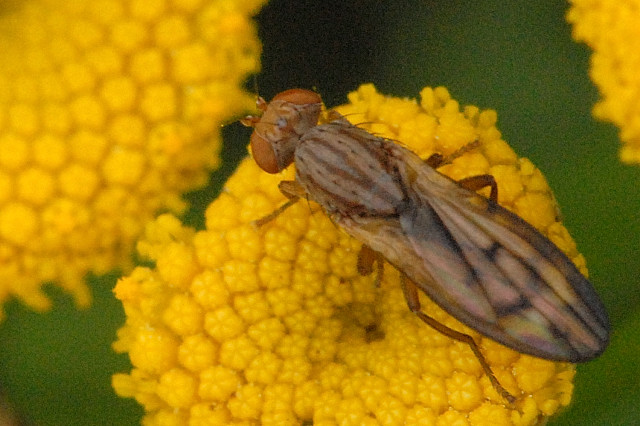
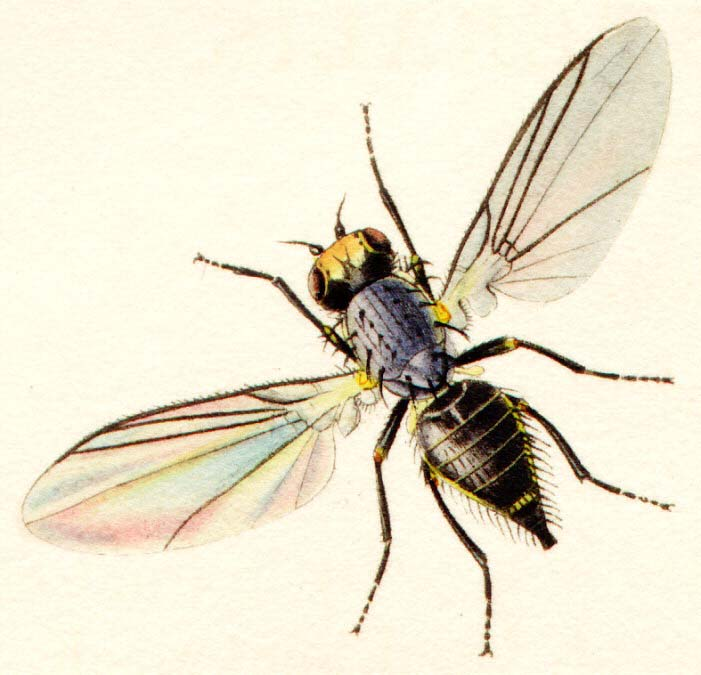
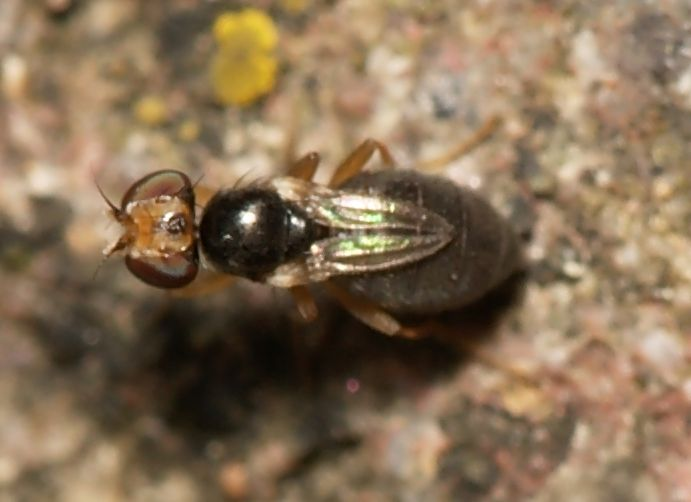
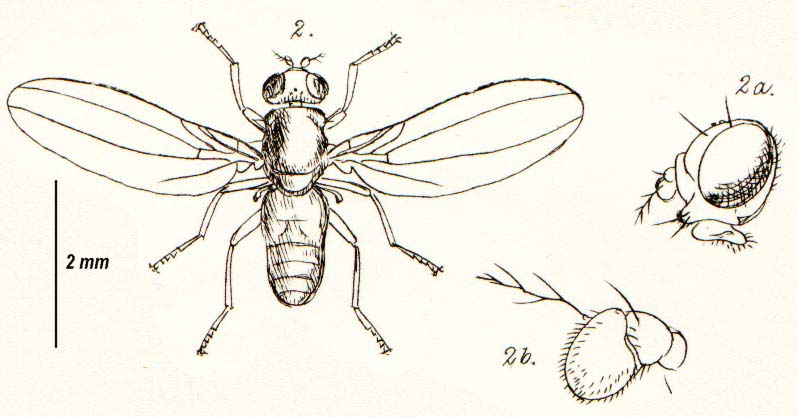